# Trauma
Trauma lub uraz psychiczny – trwała zmiana w psychice, która spowodowana jest gwałtownym i przykrym przeżyciem. Trauma może oznaczać także to, co powoduje w psychice trwałą zmianę, nagłe wzruszenie.
Trauma jest stanem psychicznym wywołanym działaniami czynników zewnętrznych, zagrażających zdrowiu lub życiu, które prowadzą do głębokich zmian w funkcjonowaniu człowieka. Rezultatem takiego urazu u osoby dotkniętej traumą mogą być utrwalone trudności w powrocie do poprzedniego funkcjonowania. Trudności te mogą tworzyć zespół objawów, tzw. zaburzenie stresowe pourazowe. Następstwami doznanej traumy może być: lęk, żałoba, depresja, wzrost zachowań agresywnych i autoagresywnych (w tym próby samobójcze), symptomy psychotyczne, obniżone poczucie własnej wartości, 
problemy społeczne lub, w młodszym wieku, pogorszenie wyników w nauce szkolnej.